# Bernard (biskup poznański)
Bernard (zm. w 1164) – biskup poznański.

## Życiorys
Był Niemcem, przybyłym w orszaku księżnej Salomei z Bergu. Występuje jako świadek na przywileju księżnej dla klasztoru w Mogilnie z ok. 1143 jako prepozyt kolegiaty św. Piotra w Kruszwicy. Rocznik Lubiński podaje, że sprawował on posługę biskupią od 1159 roku aż do śmierci w 1164.